# Лишний человек

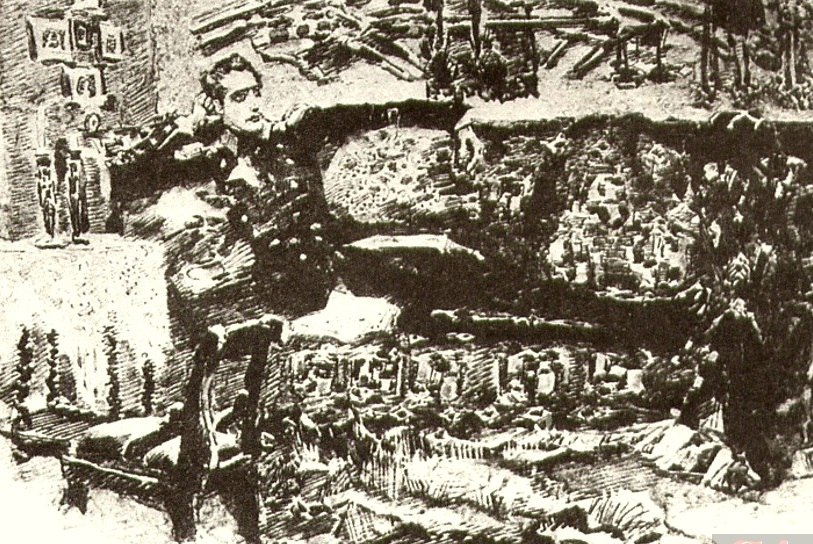
«Печорин на диване» для кушнерёвского издания" (1891) — М. А. Врубель

«Ли́шний челове́к» — тип персонажей, сквозной образ в русской литературе, который был представлен в творчестве писателей XIX века (наиболее полно развился в 1850-х годах); его главная черта — «отчуждение от официальной России».

## В классическом понимании

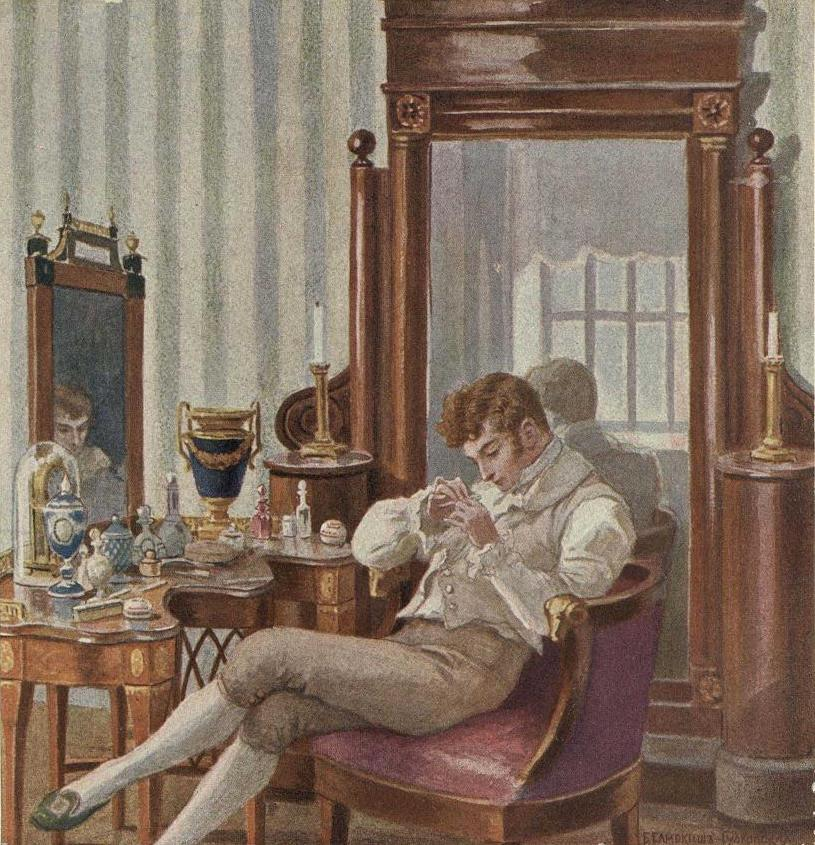
«Евгений Онегин» (1908) — Е. П. Самокиш-Судковская

В классическом понимании «лишний человек» — это человек значительных способностей, который не может реализовать свои таланты на официальном поприще России. Принадлежа к высшим классам общества, «лишний человек» XIX века в значительной степени отчуждён от дворянского сословия, презирает чиновничество.
«Герои этого типа — богато одаренные натуры, которым не удается самореализоваться; за редким исключением им чуждо стремление к карьере или нравственному самоусовершенствованию, к тому, чтобы посвятить свою жизнь кому-либо или чему-либо, какой-нибудь высокой цели и идеалу». Не имея, впрочем, перспектив практической реализации, он склонен заниматься только бессмысленным философствованием, бесплодной рефлексией, разбавляя их праздными развлечениями.
Название «лишний человек» закрепилось за типом разочарованного русского дворянина после публикации в 1850 году повести Тургенева «Дневник лишнего человека». Более ранние примеры — Евгений Онегин Пушкина, Григорий Печорин Лермонтова — восходят к байроническому герою эпохи романтизма (в частности, к Чайлду Гарольду Байрона, к Рене Шатобриана, к Адольфу Констана). Дальнейшую эволюцию русского «лишнего человека» в XIX веке представляли герценский Бельтов («Кто виноват?»), Агарин (герой поэмы Некрасова «Саша»), центральные персонажи произведений Тургенева Рудин («Рудин»), Лаврецкий («Дворянское гнездо»), Павел Петрович Кирсанов («Отцы и дети»), главный герой повести «Ася», рассказчик из «Гамлета Щигровского уезда», а также некоторые персонажи Чехова (в частности, Лаевский, главный герой повести «Дуэль»). .
Особая сторона «лишнего человека», связанная с его вытеснённостью за пределы социально-функциональной структуры общества, выходит на первый план в произведениях литераторов-чиновников XIX века Алексея Писемского и Ивана Гончарова. Последний противопоставляет «витающим в поднебесье» бездельникам практических дельцов: Адуеву-младшему — Адуева-старшего, а Обломову — Штольца.
Немаловажная черта «лишнего человека» заключается во влиянии, чаще всего отрицательном, на всех окружающих его людей. Герой является своеобразным паразитом на теле современного ему общества как XIX, так и XX века. Помимо того, можно наблюдать тенденцию «сакральности презрения любви», своеобразной «игры» персонажа с героем-женщиной, которая имеет несчастье полюбить его.

## I/IIXX века
В начале XX века под влиянием революции вектор движения «лишнего человека» изменяется. В Советской России «у литературы чётко обозначилась её решающая позиция: полемика „интеллигенции и революции“». Герой-интеллигент, во многом из-за собственной интеллигентности, особости, становится «лишним человеком» и вступает в молчаливую конфронтацию с поглощающим его «новым миром».
Данная тенденция находит выражение в творчестве большого числа советских авторов: Бориса Корнилова («Моя Африка»), Евгения Замятина («Мы»), Константина Федина («Города и годы»), Викентия Вересаева («В тупике»), Юрия Домбровского («Факультет ненужных вещей») и др.

## II/IIXX и XXI вв
Во второй половине XX века любовь для «лишнего человека» постепенно перестаёт быть испытанием и «скорее, является порождённой отчуждением дилеммой <…> чаще герой безразличен к любви». Особое место получает здесь герой Мирошников Карена Шахназарова (повесть и фильм «Курьер», 1986). «Это романтик и мечтатель с тонкой душевной организацией и обостренным чувством неприятия фальши и двойных стандартов. Внутренне одинокий…не боится произносить вслух то, о чём думает, и абсолютно не думает о том, о чём все говорят…это ведь Чайльд Гарольд и Чацкий эпохи застоя» — можно сказать, что, начиная с этого времени, советская литература поворачивает на путь возвращения к истокам архетипического образа; «можно увидеть отторжение привычных послереволюционных отношений и становление отношений других, несколько близких позиции XIX века — „герой и интеллигенция“».
Дальнейшее развитие «лишнего человека» представляют в 1990-х Служкин Алексея Иванова («Географ глобус пропил») и Петрович Владимира Маканина («Андеграунд, или Герой нашего времени»), в 2000-х — герои Александра Тарнорудера («Продавец красок») и Дмитрия Липскерова («Осени не будет никогда»).
С развитием массовой интернет-литературы, в 2000-х годах черты «лишнего человека» начали проявляться в творчестве многих молодых авторов, чаще всего в стихотворных и песенных жанрах. На данный момент не существует утверждения, что это является новой вариацией литературного типа. Стихотворения молодёжных авторов, по мнению некоторых исследователей превращаются в «инструмент, если не коммерческого, то точно чувственного злоупотребления», становятся способом «духовно-чувственного очищения, способом справиться с трудностями и болью, что специфично для подростково-молодёжной среды». Образчики данного типа инфантильны, безучастны, склонны к мечтаниям. Они «холодно надменны и сознательно определяют себя на периферию мира, испытывая презрение к окружающей их действительности, <…> их ненависть более глубока и слепа». Наконец, такой герой всегда «религиозно индифферентен, либо явный атеист», что можно обозначить неким следствием эпохи.